# Bohemian Rhapsody
Bohemian Rhapsody è un singolo del gruppo musicale britannico Queen, pubblicato il 31 ottobre 1975 come primo estratto dal quarto album in studio A Night at the Opera.
Ottenne subito un enorme successo, rimanendo al vertice della Official Singles Chart per nove settimane e arrivando a vendere più di un milione di copie nel gennaio del 1976. Raggiunse nuovamente la prima posizione verso la fine del 1991 (dopo la morte del frontman Freddie Mercury), quando fu ripubblicato come doppio singolo insieme a These Are the Days of Our Lives, restandovi stavolta per cinque settimane. Grazie a questi ottimi risultati, sino al 2005 è risultato essere il terzo singolo più venduto di sempre nel Regno Unito.
Al 2017, se si considerano anche le riproduzioni in streaming, è il quarto singolo più venduto di sempre nel Regno Unito, mentre rimane comunque il terzo a livello di copie fisiche vendute con oltre due milioni e mezzo di vendite certificate. Nel 2018, sulla scia del successo del film omonimo, è diventata la canzone incisa nel XX secolo più ascoltata di sempre sulle piattaforme streaming raggiungendo 2,5 miliardi di riproduzioni. Nel 2021 è invece diventata la prima canzone di un gruppo britannico a conquistare il disco di diamante negli Stati Uniti d'America.
L'uscita del singolo fu accompagnata da un video musicale ancora oggi ritenuto tra i più famosi e importanti tra quelli realizzati nel suo genere. Questo fu tra i primi video ad essere messo in onda nei circuiti televisivi, e contribuì a creare un nuovo linguaggio visivo nel mondo della musica. Nel 2021, inoltre, la rivista statunitense Rolling Stone ha collocato il brano al 17º posto della sua lista dei 500 migliori brani musicali.

## Storia e registrazione
Freddie Mercury scrisse la maggior parte di Bohemian Rhapsody nella sua casa situata a Kensington, nella zona ovest di Londra, nei primi mesi del 1975. Il produttore del brano, Roy Thomas Baker, raccontò come Mercury, dopo avergli suonato la sezione iniziale di ballata al pianoforte, si fermò e disse: "E questa è la parte dove arriva l'opera!". Lo stesso giorno, i due andarono a cena insieme, e fu in quest'occasione che il cantante chiese seriamente se avrebbe potuto scrivere un brano dalla struttura diversa dal solito. Il chitarrista Brian May ha affermato come il gruppo, compresi quindi anche il bassista John Deacon e il batterista Roger Taylor, abbia subito accolto positivamente l'idea di Mercury, ritenendola intrigante e originale. In molti si sono interrogati sul reale significato del titolo del brano; in realtà, il nome "Bohemian Rhapsody" evoca la particolare struttura musicale della canzone stessa, considerata non convenzionale (la rapsodia).
Le registrazioni del brano iniziarono il 24 agosto 1975 presso il Rockfield Studio 1, vicino Monmouth in Galles, dopo tre settimane di prova a Herefordshire. Le sessioni richiesero sei settimane di lavoro, ma alla fine il risultato fu assai soddisfacente per tutti, dal momento che il brano fu curato nei minimi dettagli (d'altronde l'album A Night at the Opera risultò tra i più costosi di sempre nella storia della musica). In alcune parti, le voci dei Queen furono sovraregistrate diverse volte, pare addirittura per un totale di circa 180 parti vocali, cosa davvero incredibile per quei tempi; non disponendo gli stessi studi di nastri capaci di contenere tutte le tracce necessarie per l'incisione del brano, si fu costretti a sperimentare un nuovo tipo di supporto, in cui si dovettero tagliare e incollare manualmente più sezioni, appunto, di nastro.

## Composizione

### Struttura
Il brano è celebre per la sua particolare struttura musicale, composta da cinque diverse parti principali: un'introduzione corale cantata a cappella, un segmento in stile ballata che termina con un assolo di chitarra, un passaggio d'opera, una sezione di stampo hard rock e un altro segmento in stile ballata che conclude su una sezione solo piano e chitarra.
La sua struttura è considerata, insieme a Innuendo, un punto di svolta nella sperimentazione iniziata da Freddie Mercury già con brani come The March of the Black Queen.

### Testo
Il testo di Bohemian Rhapsody è stato interamente scritto da Freddie Mercury e, secondo Lesley-Ann Jones (uno dei biografi dei Queen), è il mezzo utilizzato dal cantante per dichiarare la propria omosessualità. Per gli altri componenti dei Queen il vero significato del testo è sempre stato un mistero, rappresentando la complessità del cantante. Il brano contiene numerosi riferimenti religiosi e al passato di Mercury.

## Pubblicazione
Il brano ebbe molte difficoltà ad essere pubblicato come singolo (e ad essere trasmesso in radio) a causa della durata di quasi sei minuti, un tempo improponibile per un singolo rock dell'epoca. La svolta si ebbe quando Kenny Everett, un DJ amico di Mercury, riuscì a farsi dare una copia del brano, sotto la promessa di non trasmetterlo via radio. In realtà Mercury sapeva bene che il DJ non avrebbe tenuto fede alle promesse e cercando proprio di fare pubblicità al brano glielo diede. Everett iniziò a trasmetterlo di continuo, arrivando anche a toccare le quattordici volte in due giorni.
Il successo fu tale che l'etichetta discografica fu "costretta" a pubblicare il singolo, uscito il 31 ottobre 1975, che venne certificato disco di platino e rimase per nove settimane al primo posto della classifica britannica.
Il 9 dicembre 1991, a seguito della scomparsa di Freddie Mercury, venne ripubblicato come doppio lato A insieme a These Are the Days of Our Lives, debuttando in vetta nella Official Singles Chart e mantenendo tale posizione per cinque settimane di fila. Il doppio singolo risultò più venduto nel Natale di quell'anno e fu certificato disco di platino in madrepatria.

## Premi e riconoscimenti
- Nel 1977, due anni dopo essere stata pubblicata, è stata nominata "il miglior singolo degli ultimi 25 anni".
- Nel 2000 in un sondaggio di Channel 4 The Best 100 Number 1s è arrivata seconda dopo Imagine di John Lennon.
- Nel 2000, Bohemian Rhapsody è stata eletta nel Regno Unito canzone del secolo.
- Nel 2002 è stata nominata migliore canzone degli ultimi 50 anni secondo un sondaggio condotto dai fan della musica.[38]
- Nel 2002 da un sondaggio del Guinness dei primati la canzone è stata votata la più bella di sempre.[39]
- Nel 2004 la canzone è entrata nella Grammy Hall of Fame Award.
- Nel 2007 la rivista Q, attraverso un sondaggio, ha eletto il videoclip di Bohemian Rhapsody come il migliore di tutti i tempi.
- Nel 2008 in un sondaggio del sito votenumber1.com la canzone è stata votata la più bella di sempre; votarono milioni di persone da più di 40 paesi.
- Nel 2008 in un sondaggio del sito onepoll.com la canzone è stata votata come "The Best Pop Song Of All Time"; votarono più di 10 000 persone.[40]
- Nel 2016 in un sondaggio del sito TheTopTens la canzone è stata votata come "The Best Song of All Time"; votarono più di 270 000 persone.[41]

## Esibizioni dal vivo
Questa canzone è stata da sempre suonata dai Queen nel corso dei concerti, con una particolarità: la parte vocale operistica è registrata, e non cantata dal vivo a causa di un'ovvia impossibilità di riprodurre le voci. Per questo motivo nei concerti anteriori al 1977 la canzone veniva divisa in due parti che venivano eseguite separatamente all'interno di un medley; celebre quello del 1976 all'Hyde Park che oltre a Bohemian Rhapsody conteneva Killer Queen e The March of the Black Queen. Al Live Aid del 1985 fu cantata solamente la prima strofa, conclusa con l'assolo di chitarra elettrica di Brian May, in quanto gli artisti che presero parte al Live Aid avevano uno stretto divieto di utilizzare materiale registrato per le loro esibizioni. Al Freddie Mercury Tribute Concert è stata eseguita nella prima parte da Elton John e nella seconda da Axl Rose, cantante dei Guns N' Roses.

## Video musicale
Il video di Bohemian Rhapsody è tra i primi a scopo promozionale della storia della musica (il primo in assoluto fu realizzato dagli ABBA nel 1974 per il brano Waterloo, diretto da Lasse Hallström, ma in effetti videoclip promozionali erano girati già dai Beatles a metà degli anni sessanta). Da quel momento in poi, è diventata prassi normale per le etichette discografiche produrre video musicali per promuovere i singoli e i brani musicali dei loro artisti.
Il video si apre con i quattro componenti dei Queen nel buio che cantano la intro del brano. Le luci sono puntate verso i volti dei membri. Tale composizione richiama la foto di copertina di Mick Rock per il loro secondo album Queen II. La fonte di ispirazione per quella foto è stata una fotografia dell'attrice Marlene Dietrich. Il video poi sfuma riprendendo i membri della band che suonano. Nella sezione operistica del video, la scena ritorna al Queen II, dopodiché svolgono ancora una volta la parte hard rock sul palco. Negli ultimi secondi del video Roger Taylor è rappresentato a torso nudo mentre colpisce un gong, riprendendo il marchio della Rank Organisation, familiare nel Regno Unito per essere l'azienda che produce e distribuisce molte delle produzioni cinematografiche britanniche.
Tutti gli effetti speciali non sono stati realizzati in fase di montaggio, bensì direttamente durante la registrazione stessa del video. L'effetto visivo del volto di Mercury nel corso dell'eco "Go" è stato realizzato puntando la fotocamera su un monitor, dando un feedback visivo, un bagliore simile a un feedback acustico. L'illusione a nido d'ape è stata creata utilizzando un'apposita lente.
Il videoclip, che costò 7 000 dollari, fu spedito alla BBC non appena completato e trasmesso per la prima volta da Top of the Pops nel novembre del 1975. Dopo un paio di settimane alla numero uno, ne fu realizzata una versione alternativa: la differenza più evidente sono le fiamme presenti nell'introduzione e le numerose angolazioni di ripresa alternative. Il 1º agosto 2008 è stato il primo video ad essere pubblicato sul canale YouTube del gruppo e nel luglio 2019 ha raggiunto un miliardo di visualizzazioni.

## Tracce
7" – 1975
- Lato A

1. Bohemian Rhapsody – 5:55 (Freddie Mercury)

- Lato B

1. I'm in Love with My Car – 3:05 (Roger Taylor)

7" – 1982
- Lato A

1. Bohemian Rhapsody – 5:55 (Freddie Mercury)

- Lato B

1. You're My Best Friend – 2:50 (John Deacon)

CD, MC – 1991
1. Bohemian Rhapsody (Single Version) – 6:00 (Freddie Mercury)
2. These Are the Days of Our Lives – 4:15 (Queen)

7" – 1991
- Lato A

1. Bohemian Rhapsody (Single Version) – 5:56 (Freddie Mercury)

- Lato B

1. These Are the Days of Our Lives – 4:15 (Queen)

## Formazione
- Freddie Mercury – voce, pianoforte
- Brian May – chitarra, cori
- Roger Taylor – batteria, cori
- John Deacon – basso, cori

## Classifiche

### Classifiche settimanali
| Classifica (1975-76) | Posizione massima |
| -------------------- | ----------------- |
| Australia            | 1                 |
| Austria              | 8                 |
| Belgio (Fiandre)     | 1                 |
| Canada               | 1                 |
| Francia              | 15                |
| Germania             | 7                 |
| Italia               | 10                |
| Norvegia             | 4                 |
| Nuova Zelanda        | 1                 |
| Paesi Bassi          | 1                 |
| Regno Unito          | 1                 |
| Stati Uniti          | 9                 |
| Spagna               | 26                |
| Svezia               | 18                |

### Classifiche di tutti i tempi
| Classifica  | Posizione |
| ----------- | --------- |
| Regno Unito | 3         |

## Cover
- Nel 1987 i Bad News, gruppo rock comico apparso per la prima volta nel programma televisivo The Comic Strip Presents..., pubblicano il loro primo album, prodotto dallo stesso Brian May. Il disco è una parodia del Glam rock in genere, e contiene una reinterpretazione dissacratoria di Bohemian Rhapsody, da cui è stato tratto anche un video diretto da Adrian Edmonson, il leader della band.
- Nel 1996 il duo statunitense The Braids registrò una cover in stile rhythm and blues di Bohemian Rhapsody, per la colonna sonora del film Pensieri spericolati.
- Wang Fei, durante la sua tournée del 1998 in Giappone e a Hong Kong, la incluse come unica canzone in inglese (a differenza del resto della scaletta cantata in cantonese, giapponese e cinese), cantandola con accompagnamento di orchestra e coro.
- Nel 2001 il DJ inglese Dave Lee ha utilizzato un campione del testo di Bohemian Rhapsody nel brano dance The Real Life.
- Nel 2009 viene cantata da Pink durante il Funhouse Tour. È presente una versione sull'album dal vivo All I Know So Far: Setlist del 2021.
- Nel 2009 i Muppet hanno registrato una versione leggermente rivisitata di Bohemian Rhapsody. Il video è stato pubblicato su internet il 25 novembre, il giorno dopo il 18º anniversario della morte di Freddie Mercury.[48]
- Nel 2010 nell'episodio finale della prima stagione della serie televisiva Glee, viene realizzata una reinterpretazione della canzone dai Vocal Adrenaline (gruppo rivale rispetto a quello dei protagonisti della serie) che, nel telefilm, vince le regionali. Cantante solista dei Vocal Adrenaline è Jesse St. James, interpretato dal celebre attore di musical Jonathan Groff.
- Il soprano spagnolo Montserrat Caballé e il cantante Bruce Dickinson degli Iron Maiden hanno inciso una reinterpretazione della canzone.
- Nel 2014 il gruppo The Forest Rangers, in collaborazione con The White Buffalo, Billy Valentine e Franky Perez ha realizzato una cover del brano in versione country blues, inserita nell'episodio 7x01 della serie televisiva statunitense Sons of Anarchy.
- Nel 2015 il cantante Tony Kakko dei Sonata Arctica si esibisce dal vivo in una cover di Bohemian Rhapsody con la Kemi City Orchestra, orchestra della sua città natale.
- Nel 2016 il gruppo vocale Italian Harmonists, formato interamente da artisti del Teatro alla Scala, incide nel nuovo album Classicheggiando il brano Bohemian Rhapsody eseguito nell'elaborazione del pianista Jader Costa. Nella sezione più rock del brano, il suono del pianoforte viene elaborato in maniera da simulare la distorsione tipica di quelle sonorità.
- Sempre nel 2016 il gruppo pop rock Panic! at the Disco ha realizzato una cover di Bohemian Rhapsody ed è stata inserita nella colonna sonora del film di David Ayer, Suicide Squad.
- Nel 2017 il gruppo vocale a cappella Pentatonix ne ha realizzato una cover all'interno del disco PTX, Vol. IV - Classics.
- Nel 2025 il cantante Benson Boone ha coverizzato il brano al Coachella affiancato da Brian May.

## Nella cultura di massa
- Nel film Fusi di testa (1992) c'è un celebre spezzone girato in automobile in cui i protagonisti ascoltano a tutto volume e cantano Bohemian Rhapsody.
- Nel manga Le bizzarre avventure di JoJo, Bohemian Rhapsody è il nome di uno stand presente nella sesta serie, Stone Ocean.
- Nel videogioco Guitar Hero: Warriors of Rock compare nella tracklist delle canzoni disponibili e figura come la più difficile in assoluto per quanto riguarda il canto.
- Alla fine del film Palle in canna (1993) c'è un celebre spezzone girato in automobile in cui i protagonisti ascoltano a tutto volume e cantano Bohemian Rhapsody.
- Il 14º episodio dell'anime Cowboy Bebop è intitolato Bohemian Rhapsody.
- Il primo episodio dell'ottava stagione della serie televisiva That '70s Show è intitolato Bohemian Rhapsody.
- Nel ventunesimo episodio della terza stagione di Due uomini e mezzo, Jake canta Bohemian Rhapsody accompagnato dal piano di zio Charlie.
- Nel film Smetto quando voglio (2014), il cagnolino che la banda prende come "aiutante", si chiama proprio Bohemian Rhapsody.
- Il brano è stato usato nel secondo trailer del film e nelle scene finali di Suicide Squad, di David Ayer.